# Martin St. Pierre (Eishockeyspieler)
Joseph Louis Martin St. Pierre (* 11. August 1983 in Embrun, Ontario) ist ein ehemaliger kanadischer Eishockeyspieler mit kasachischer Staatsbürgerschaft. Während seiner von häufigen Wechseln geprägten Karriere bestritt der Center 39 Partien für vier Teams der National Hockey League (NHL), kam in Nordamerika jedoch überwiegend in Minor Leagues zum Einsatz. Zudem verbrachte er sechs Spielzeiten in der Kontinentalen Hockey-Liga (KHL) und lief in zahlreichen weiteren europäischen Ligen auf. Nach seiner Einbürgerung vertrat er die kasachische Nationalmannschaft bei zwei Weltmeisterschaften der Division I.

## Karriere
Martin St. Pierre begann seine Karriere als Eishockeyspieler bei den Guelph Storm, für die er von 2000 bis 2004 in der kanadischen Juniorenliga Ontario Hockey League (OHL) aktiv war. Anschließend spielte er in der Saison 2004/05 für die Greenville Grrrowl aus der ECHL und Edmonton Road Runners aus der American Hockey League (AHL). Daraufhin erhielt der Angreifer am 3. November 2005 als Free Agent einen Vertrag bei den Chicago Blackhawks, für die er in den folgenden drei Jahren in der National Hockey League nur sporadisch eingesetzt wurde. Stattdessen stand der Linksschütze überwiegend für Chicagos AHL-Farmteams, die Norfolk Admirals und Rockford IceHogs auf dem Eis, wobei der Kanadier die Saison 2007/08 bei Chimik Moskowskaja Oblast aus der russischen Superliga begonnen hatte.

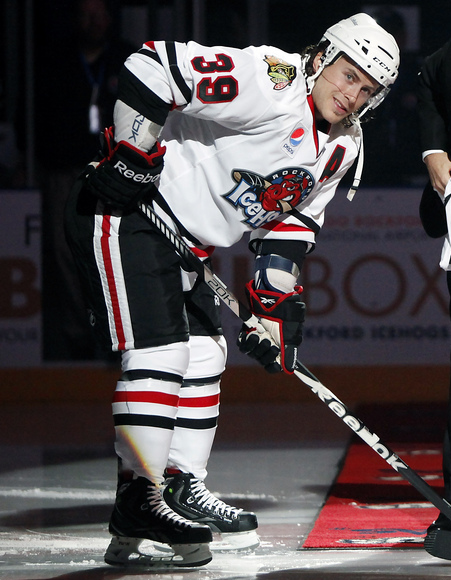
St. Pierre im Trikot der Rockford IceHogs

Am 24. Juli 2008 wurde St. Pierre von Chicago im Tausch für Pascal Pelletier an die Boston Bruins abgegeben, für die er in der Saison 2008/09 in 14 Spielen insgesamt vier Scorerpunkte erzielte. Erneut spielte er hauptsächlich in der AHL, in der er in insgesamt 77 Spielen für die Providence Bruins auflief. Am 1. Juli 2009 erhielt der Center einen Einjahresvertrag, der sowohl für die NHL als auch AHL Gültigkeit besitzt, bei Bostons Ligarivalen Ottawa Senators. Die Saison 2010/11 begann er bei Neftechimik Nischnekamsk in der Kontinentalen Hockey-Liga (KHL), bevor er im Oktober 2010 zu Oulun Kärpät in die finnische SM-liiga wechselte. Im Januar 2011 unterschrieb er einen Vertrag bis zum Saisonende beim EC Red Bull Salzburg in der österreichischen Erste Bank Eishockey Liga (EBEL). Mit den Salzburgern gewann der Kanadier in der Saison 2010/11 die österreichische Meisterschaft.
Am 11. Juli 2011 unterzeichnete St. Pierre einen Zweiwegevertrag für ein Jahr bei den Columbus Blue Jackets. Nachdem er das darauffolgende Spieljahr bei den Rockford IceHogs in der American Hockey League verbracht hatte, unterzeichnete der Kanadier im Juli 2013 einen Einjahresvertrag bei den Canadiens de Montréal. In der Saison 2014/15 spielte er zunächst beim KHL Medveščak Zagreb in der KHL, wechselte aber im Februar 2015 zum Lausanne HC in die Schweizer National League A (NLA). Zur Saison 2015/16 kehrte er in die KHL zurück und schloss sich dem kasachischen Klub Barys Astana an. Im November 2017 wurde er gegen James Wright von Admiral Wladiwostok eingetauscht. Bei Admiral spielte er bis März 2018, ehe sein Vertrag sowie die Verträge weiterer fünf Spieler durch die KHL aufgrund ausbleibender Gehaltszahlungen annulliert wurde.
Im September 2018 wurde er vom chinesischen KHL-Teilnehmer Kunlun Red Star verpflichtet und sammelte zwölf Scorerpunkte in 27 Partien. Im Juli 2019 verließ er die KHL abermals und wechselte zu den Sheffield Steelers in die britische Elite Ice Hockey League (EIHL), wo er jedoch nur fünf Partien bestritt und die Saison in der slowakischen Extraliga beim DVTK Jegesmedvék sowie später beim HC Slovan Bratislava fortsetzte. Die Spielzeit 2020/21 verbrachte er schließlich bei den Dunaújvárosi Acélbikák in der Ersten Liga, bevor er im März 2021 das Ende seiner aktiven Karriere verkündete.

### International
Anfang 2017 wurde St. Pierre nach Kasachstan eingebürgert und erhielt so die Spielberechtigung für die kasachische Nationalmannschaft. Mit dem Team nahm er erstmals an der Weltmeisterschaft 2017 in der Gruppe A der Division I teil. Dabei belegte die Mannschaft den dritten Rang und verpasste den Wiederaufstieg. Bei der Weltmeisterschaft 2019 der Division IA trug der gebürtige Kanadier abermals das kasachische Nationaltrikot und schaffte mit der Mannschaft den Aufstieg in die Top-Division. Neben ihm standen mit Dustin Boyd, Brandon Bochenski und Darren Dietz drei weitere, eingebürgerte Nordamerikaner im Kader Kasachstans.

## Erfolge und Auszeichnungen
| - 2001 OHL Second All-Rookie Team - 2004 J.-Ross-Robertson-Cup-Gewinn mit den Guelph Storm - 2004 Leo Lalonde Memorial Trophy - 2004 Wayne Gretzky 99 Award - 2004 OHL Third All-Star Team - 2006 Teilnahme am AHL All-Star Classic - 2006 AHL All-Rookie Team | - 2007 Teilnahme am AHL All-Star Classic - 2007 AHL First All-Star Team - 2008 Teilnahme am AHL All-Star Classic - 2008 AHL Second All-Star Team - 2010 Teilnahme am AHL All-Star Classic - 2011 Österreichischer Meister mit dem EC Red Bull Salzburg - 2013 Teilnahme am AHL All-Star Classic |

### International
- 2019 Aufstieg in die Top-Division bei der Weltmeisterschaft der Division I, Gruppe A

## Karrierestatistik

### International
Vertrat Kasachstan bei:
- Weltmeisterschaft der Division IA 2017
- Weltmeisterschaft der Division IA 2019

(Legende zur Spielerstatistik: Sp oder GP = absolvierte Spiele; T oder G = erzielte Tore; V oder A = erzielte Assists; Pkt oder Pts = erzielte Scorerpunkte; SM oder PIM = erhaltene Strafminuten; +/− = Plus/Minus-Bilanz; PP = erzielte Überzahltore; SH = erzielte Unterzahltore; GW = erzielte Siegtore; 1 Play-downs/Relegation; Kursiv: Statistik nicht vollständig)